# Perodua Bezza
Perodua Bezza — субкомпактный седан, выпускающийся с 21 июля 2016 года малайзийским автопроизводителем Perodua.
Название «Безза» происходит от малайского слова beza, что в переводе означает «другой». Кроме того, буквы «zz» в слове «Bezza» представляют собой число 22, так как автомобиль был запущен в производство на 22-м году работы Perodua. Логотип Bezza также был разработан для того, чтобы обе буквы Z выглядели как одна буква Z.

## Описание
Perodua Bezza, разработанный под индексом D63D, впервые был упомянут в 2010 году на Международном автосалоне в Куала-Лумпуре (KLIMS). В 2013 году на выставке KLIMS был презентован второй концепт-кар — Perodua Buddyz. Обе модели были разработаны собственным подразделением дизайна и стиля Perodua, возглавляемым Мухамадом Замуреном Мусой, без упоминания каких-либо существующих моделей автомобилей Daihatsu или Toyota, вместо этого ссылаясь на Chevrolet Aveo. Производство первого седана Perodua было одобрено в 2015 году главным исполнительным директором Датуком Аминаром Рашидом. На разработку было потрачено 300 миллионов ринггитов.
Perodua Bezza был запущен в производство 21 июля 2016 года. Комплектации: Standard G, Premium X и Advance. В начале апреля 2017 года автомобиль был модернизирован.
В апреле 2018 года комплектация Standard G была заменена комплектацией GXtra.
В начале января 2020 года Perodua Bezza прошёл рестайлинг. Комплектации: 1.0 G Manual, 1.0 G Automatic, 1.3 X Automatic и 1.3 AV Automatic.

## Двигатели
| Технические характеристики                      | Технические характеристики               | Технические характеристики            |
| Комплектации                                    | 1.0 G                                    | 1.3 X и AV                            |
| ----------------------------------------------- | ---------------------------------------- | ------------------------------------- |
| Тип двигателя                                   | 1KR-VE                                   | 1NR-VE                                |
| Конфигурация                                    | I3 DOHC 12V                              | I4 DOHC 16V                           |
| Объём (см3)                                     | 998                                      | 1329                                  |
| Степень сжатия                                  | 11.5:1                                   | 11.5:1                                |
| Диаметр цилиндра x Ход поршня (мм x мм)         | 71.0 x 84.0                              | 72.5 x 80.5                           |
| Мощность [л. с.(кВт)/об/мин]                    | 67 (50) / 6,000 об/мин                   | 94 (70) / 6,000 об/мин                |
| Крутящий момент (Н∙м/об/мин)                    | 91 / 4,400 об/мин                        | 121 / 4,000 об/мин                    |
| VVT-i                                           | Есть                                     | Есть (Dual VVT-i)                     |
| Объём бака (л)                                  | 36                                       | 36                                    |
| Расход топлива (с экономичным вождением) (kм/л) | 1.0 G Manual: 22.8 1.0 G Automatic: 21.3 | 1.3 X: 21.0 1.3 AV (с Eco-Idle): 22.0 |
| Максимальная скорость (км/ч)                    | 172                                      | 198                                   |

## Галерея
- Дорестайлинговый Perodua Bezza Gxtra 1.0 (вид спереди)
- Дорестайлинговый Perodua Bezza Gxtra 1.0 (вид сзади)
- Рестайлинговый Perodua Bezza 1.3 Dual VVT-i X (вид спереди)
- Рестайлинговый Perodua Bezza 1.3 Dual VVT-i X (вид сзади)

## Продажи
| Год  | Малайзия |
| ---- | -------- |
| 2016 | 34,930   |
| 2017 | 53,540   |
| 2018 | 49,911   |
| 2019 | 45,656   |
| 2020 | 56,995   |
| 2021 | 42,698   |
| 2022 | 69,439   |
| 2023 | 89,265   |
| 2024 | 100,814  |